# Songo Mnara
Songo Nmara är en tidigare swahilibosättning och hamnstad på södra delen av ön med samma namn utanför Tanzanias kust. På platsen finns rester av fem moskéer från 1300- till 1500-talet byggda av korall samt flera begravningsplatser. 
Innanför resterna av ringmuren finns ruiner av ett stort palats samt ett trettiotal bostadshus av trä, sten och korall från 1700-talet.
Songo Nmara utsågs tillsammans med  stenstaden Kilwa Kisiwani på en närliggande ö till världsarv av Unesco år 1981. Mellan 2004 och 2014 betecknades de dock som hotade på grund av påverkan av vind, vatten och erosion.